# Lancasters röda ros

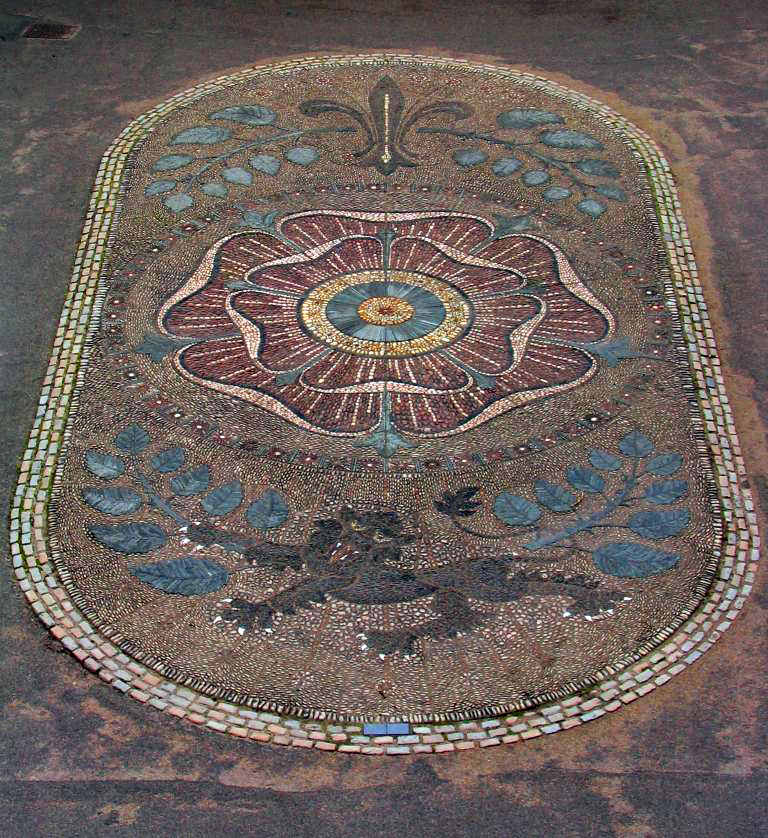
En golvstensmosaik som bland annat visar Lancasters röda ros

Lancasters röda ros, Rosa Gallica Officinalis, var symbolen för Huset Lancaster och senare för Lancashire.
Under 1400-talets inbördeskrig var den röda rosen en symbol för dem som stödde huset Lancaster gentemot Huset York, vars symbol var en vit ros. Stridigheterna dem emellan gav kriget dess namn Rosornas krig. Konflikten avslutades i och med kung Henrik VII av England, som symboliskt enade den vita och den röda rosen i Tudorrosen, en symbol för Huset Tudor. 
I modern tid har lancasterrosen burits av 55th (West Lancashire) Territorial Division under första världskriget på fälttåg i Belgien och deras motto var "De som bär Lancasters röda ros segrar eller dör". 